# Haploskupina R1b (Y-DNA)

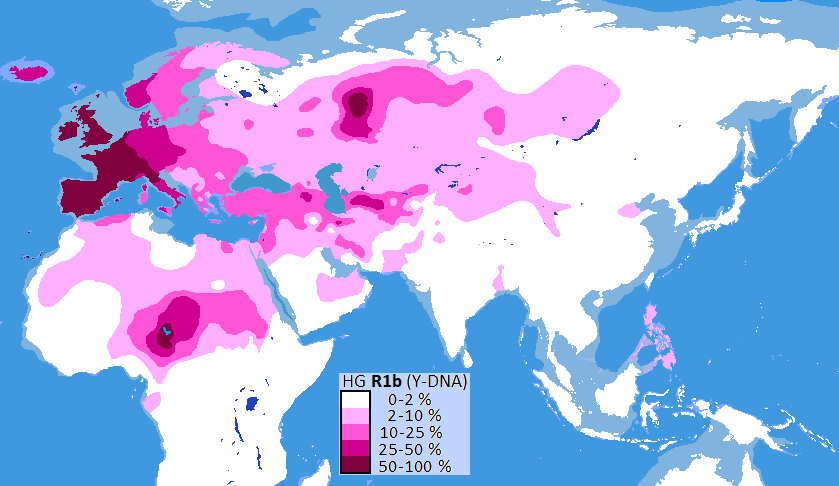
Rozšíření haploskupiny R1b

Haploskupina R1b (M343) (starší označení Hg1 nebo Eu18) je haploskupina chromozómu Y lidské DNA.
Nejčastěji se vyskytuje v Západní Evropě a díky migraci zdejších lidí také v Severní Americe, Jižní Americe a v Austrálii). V jižní Anglii je zastoupena u 70 % populace, v severních a západních částech Anglie, ve Španělsku, Portugalsku, Francii, Walesu a Irsku převyšuje její výskyt 90 %.
Bryan Sykes ve své knize Krev ostrovů použil pro praotce haploskupiny R1b jméno Oisín.

## Podskupiny
Haploskupina R1b se vyčlenila z haploskupiny R1 (M173). R1b je charakteristická přítomností markeru M343.
- R1b (M343)
  - R1b*
  - R1b1 (P25)
    - R1b1*
    - R1b1a (M18)
    - R1b1b (M73)
    - R1b1c (M269, S3, S10, S13, S17)
      - R1b1c*
      - R1b1c1 (M37)
      - R1b1c2 (M65)
      - R1b1c3 (M126)
      - R1b1c4 (M153)
      - R1b1c5 (M160)
      - R1b1c6 (SRY2627 (M167))
      - R1b1c7 (M222)
      - R1b1c8 (P66)
      - R1b1c9 (S21)
        - R1b1c9*
        - R1b1c9a (L1/S26)
        - R1b1c9b (S29)

      - R1b1c10 (S28)

    - R1b1d (M335)

### R1b1c
Většina ze současných Evropanů s markerem M343 vlastní zároveň markery P25 a M269. Tato kombinace tvoří podskupinu R1b1c.
Podskupina R1b1c vznikla pravděpodobně ve Střední Asii v oblasti Sibiře, kam dorazila ze Západní Asie spolu s aurignackou kulturou (32 000–21 000 př. n. l.). Přestože není známa přesná trasa pohybu markeru M269, archeologické nálezy naznačují, že aurignacká kultura přišla v době vrcholného paleolitu do Malé Asie spíše z Evropy než z Íránské vysočiny. Vše nasvědčuje tomu, že se následně přesunula do Evropy buď z oblasti Ukrajiny/Běloruska nebo ze Střední Asie (Kazachstánu) přes pobřeží Černého moře nebo Baltu. Do Evropy dorazila patrně ještě před poslední dobou ledovou. Tato kultura je spojována s Kromaňonci, prvními moderními lidmi, kteří vstoupili do Evropy. Kromaňonci jsou považování za první umělce. Proslavily je především jejich důmyslné jeskynní malby. Mezi významné lokality patří především Lascaux ve Francii, Cueva de las Monedas ve Španělsku a údolí Foz Côa v Portugalsku (největší lokalita pod širým nebem na území Evropy).

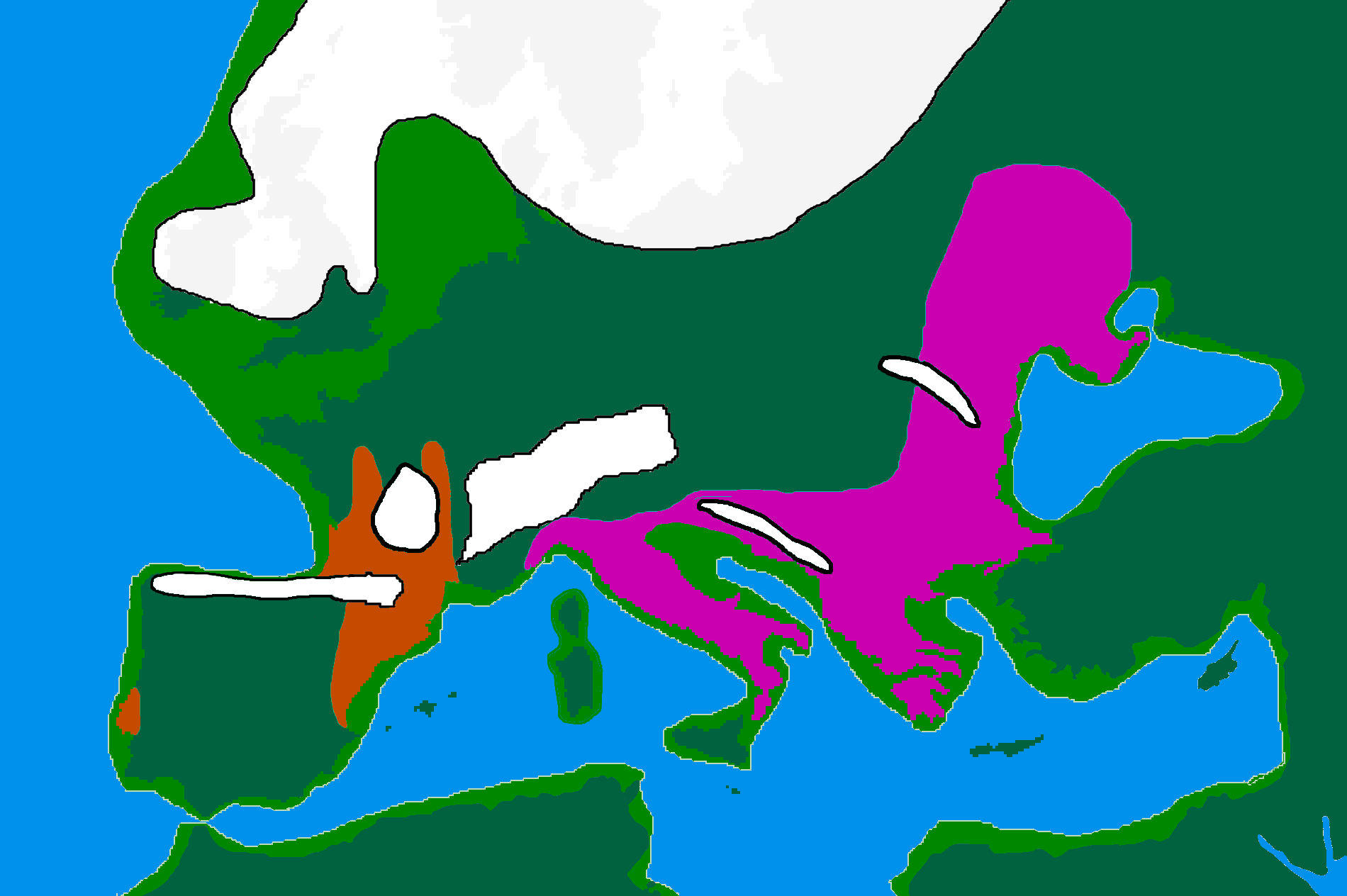
Evropská útočiště v době ledové (před 20 000 lety).

S rozšířením zalednění v době ledové se stával kontinent neobyvatelným. S tím, jak se populace soustředila do několika pobřežních útočišť v Jižní Evropě a Malé Asii, klesala díky efektu hrdla lahve a efektu zakladatele genetická různorodost. Současná západoevropská populace patřící ke skupině R1b je patrně potomstvem útočiště na Pyrenejském poloostrově (Portugalsko a Španělsko), kde mohla haploskupina R1b1c dosáhnout genetické homogenity. Se zlepšením podmínek 12 000 let př. n. l. potomci této skupiny migrovali a následně kolonizovali celou Západní Evropu. Haploskupina R1b je tak dominantní od Pyrenejského poloostrova až po Skandinávii.
Jiná populace patřící k R1b1c, jež se mírně liší v zastoupení jednotlivých haplotypů, přežívala vedle jiných haploskupin v oblasti Malé Asie. Odsud se následně rozšířila do Východní Evropy. Zde však není tak dominantní, jako R1b v Západní Evropě. Ve Východní Evropě je naopak nejběžnější haploskupina R1a, která je často spojována s migrací Protoindoevropanů z východu.
Za zmínku stojí, že haploskupiny R1b a R1a vznikly v rozdílných dobách. Mutace charakterizující haploskupinu R1b se vyskytla před zhruba 30 000 lety, zatímco u haploskupiny R1a to bylo před zhruba 10 000 lety.
V současnosti je nejběžnější podskupinou R1b1c*. Vyskytuje se nejčastěji na Pyrenejském poloostrově a Irsku s postupným úbytkem směrem na východ, kde se zvyšuje výskyt markerů S21 a S28 (počínaje Nizozemím a Východní Francií). Představuje nejspíš paleolitické lovce a sběrače, kteří přečkali poslední dobu ledovou ve východošpanělském útočišti, odkud se následně rozptýlili východním směrem až po Střední Evropu.
Podskupiny R1b1c4 (M153) a R1b1c6 (SRY2627 (M167)) jsou typické pro Basky; řídce se vyskytují u obyvatel ostatních částí Španělska, sporadicky pak u zbytku evropské populace. To by mohlo svědčit o nějakém efektu zakladatele, případně genetickém driftu mezi geneticky izolovanou populací předchůdců dnešních Basků. Mutace M167 se vyskytuje v Jihozápadní Anglii a Irsku, v menším rozsahu také ve Skotsku. Nalezena byla též ve Francii, nejvýchodněji pak v Německu. Jedním z problémů při hledání původu R1b je fakt, že centrum výskytu se nalézá v Baskicku, Pyrenejích a jihozápadní Francii, kde je zároveň nízká diverzita příslušných haplotypů.
Podskupina R1b1c7 (M222) je typická pro Iry a Skoty; relativně vysoký výskyt v severozápadním Irsku patrně souvisí v pozitivním sociálním výběrem. Předpokládá se, že k této skupině patřil klan staroirského krále Uí Néilla.
Podskupina R1b1c9 (S21/U106) je patrně nejrozšířenější větví z řady R1b1c. Vysokých podílů dosahuje ve fríské populaci (Nizozemí). Vznikla pravděpodobně na sklonku poslední doby ledové v oblastech severní Evropy.
Podskupina R1b1c9a (L1/S26) se vyskytuje na jihu a východě Anglie a v Německu. Mutace L1/S26 se nachází v oblasti markeru DYS439 a pokud je přítomna, znemožňuje jeho čtení. Některé laboratoře na tuto skutečnost upozorňují tak, že ve výsledku přidají k hodnotě markeru 439 speciální znaky.
Podskupina R1b1c9b (S29) byla kvůli omezenému vzorku zjištěna zatím pouze na jihu Anglie a v těch oblastech Německa, které byly v historických dobách obývány Sasy. Bez dalších výzkumů nelze rozhodnout, zda vznikla na britských ostrovech nebo na evropské pevnině a do Anglie se dostala díky Anglosasům v 5. století.
Podskupina R1b1c10 (S28/U152) se vyskytuje v německé části Alp a Švýcarsku. Dále byla zaznamenána v pásu od Biskajského zálivu ve Francii až po Řecko. Patrně souvisí s laténskou kulturou, tedy Kelty. Jedna z větví byla zaznamenána severněji, v Jutsku (Kimbrové/Teutoni) a jihovýchodním Norsku, kam se přemístila pravděpodobně v době bronzové.
Nově objevené markery většinou nesplňují podmínku výskytu mezi alespoň 2 % R1b populace. Jen tak je lze považovat za významné a vytvářet další podskupiny. Lze je však využít pro testy menšího rozsahu. Často se pro ně používá pojem rodinné markery.

### Další podskupiny
Populace označené R1b1a (M18), R1b1b (M73) a R1b1d (M335), s těmito vzájemně se vylučujícími markery, avšak bez M269, byly nalezeny v Sardinii, Eurasii a Malé Asii. Předpokládá se, že jsou potomky haploskupiny R1b1, avšak z jiných útočišť vzniklých v době ledové.
Potomci haploskupiny R1b1 byli nalezeni též mezi Ouldemy v Severním Kamerunu.

## Modální haplotypy
Součástí haploskupiny R1b jsou modální haplotypy. Jedním z nich je Atlantský modální haplotyp (AMH), někdy označovaný jako haplotyp 15. Vyskytuje se především na Pyrenejském poloostrově a na britských ostrovech. V Portugalsku představuje 33 % populace.
Jiným haplotypem je haplotyp 35 s hodnotou markeru DYS393=12, někdy označovaný jako ht35. Nejčastěji se vyskytuje v jihovýchodní Evropě a západní Asii. Nositelé tohoto haplotypu jsou patrně ranými potomky R1b, kteří našli během doby ledové útočiště v Malé Asii. Dnes se vyskytují v Arménii, na Blízkém Východě, mezi židovskou populací, v jihovýchodní Evropě a na Kavkazu. Vyskytuje se též v ujgurské populaci v západní Číně. Zde se předpokládá, že jde o pozůstatky Tocharů, Indoevropanů, kteří osídlili Tarimskou kotlinu ve Střední Asii, kde byli později absorbováni tureckými kmeny. Ht35 se vyskytuje také v Británii v oblastech vysokých koncentrací haploskupiny J. To naznačuje, že se sem mohly dostat spolu s římskými vojáky.

## Vazby na jiné haploskupiny
| Haploskupiny chromozómu Y lidské DNA (Y-DNA) |                                  |   |   |   |    |    |    |    |    |   |   |    |    |   |   |   |    |    |   |   |   |  |
|                                              | Poslední společný předek (Y-DNA) |   |   |   |    |    |    |    |    |   |   |    |    |   |   |   |    |    |   |   |   |  |
| \|                                           |                                  |   |   |   |    |    |    |    |    |   |   |    |    |   |   |   |    |    |   |   |   |  |
|                                              | A                                | A | A | A | BR |    |    |    |    |   |   |    |    |   |   |   |    |    |   |   |   |  |
|                                              |                                  |   | B | B | B  | CR | CR | CR | CR |   |   |    |    |   |   |   |    |    |   |   |   |  |
|                                              |                                  |   |   |   | C  | DE | DE | F  | F  | F | F | F  | F  |   |   |   |    |    |   |   |   |  |
|                                              |                                  |   |   |   |    | D  | E  |    |    | G | H | IJ | IJ | K | K | K | K  |    |   |   |   |  |
|                                              |                                  |   |   |   |    |    |    |    |    |   |   | I  | J  |   | L | M | NO | NO | P | P |   |  |
|                                              |                                  |   |   |   |    |    |    |    |    |   |   |    |    |   |   |   | N  | O  |   | Q | R |  |
|                                              |                                  |   |   |   |    |    |    |    |    |   |   |    |    |   |   |   |    |    |   |   |   |  |

| Haploskupina R1 | \| \| Haploskupina R1a \| \| \| \| \| \| Haploskupina R1b \| \| \| \| |
|                 | \| \| Haploskupina R1a \| \| \| \| \| \| Haploskupina R1b \| \| \| \| |
|                 | Haploskupina R2                                                       |
|                 |                                                                       |
|                 | Haploskupina R1a                                                      |
|                 |                                                                       |
|                 | Haploskupina R1b                                                      |
|                 |                                                                       |

|  | Haploskupina R1a |
|  |                  |
|  | Haploskupina R1b |
|  |                  |

## Technická specifikace mutace
Příklad detailního popisu mutace M343:
Nukleotid: změna z C na A
Pozice (bázový pár): 402
Délka (bázových párů): 424
Vpřed 5' › 3': tttaacctcctccagctctgca
Zpět 5' › 3': acccccacatatctccagg
Výše uvedený popis odkazuje na daný bázový pár sekvence DNA po reakci za použití dvou primerů, jejichž řetězce jsou zde uvedeny.